# Batalha de Havrincourt
A Batalha de Havrincourt foi um conflito militar travado em 12 de setembro de 1918, durante a Primeira Guerra Mundial, envolvendo o Terceiro Exército Britânico (sob o comando do general Sir Julian Byng) contra tropas alemãs, na cidade de Havrincourt, França.
Três divisões do Terceiro Exército atacaram a aldeia de Havrincourt, inclusive a 62.ª Divisão, da Nova Zelândia. As defesas de Havrincourt eram quatro divisões alemãs, a partir do 3.º e 10.º batalhões.
Em 1918, apesar de sua superioridade numérica de fortificações dentro da cidade, os alemães foram incapazes de manter a sua posição até o dia da batalha final. Havricourt estava em mãos britânicas. A vitória não era particularmente impressionante, mas destacou uma crescente falta de espírito de combate entre os soldados alemães na Frente Ocidental. Enquanto alguns soldados não tiveram aviso da batalha, outros notaram o seu significado - na verdade, Byng viu isso como um ponto de sorte:
"Ele considerava mais importante o seu dia com o 3.º Exército de ter sido a captura de Havrincourt pela Divisão 56, em Setembro de 1918. Ele apoiou-o rapidamente com duas outras divisões, como a Boches jogou duas das antigas divisões da sua Vionville 3.º e 10.º Corpo, Brandenburgers e Hanoverians, contra ele com mais dois de reserva. Eram bem batido, e estavam fora do coração do inimigo depois." -Coronel Charles em um Tribunal de Repington.
A vitória incentivou Marechal de Campo Douglas Haig aprovar um ataque à Epéhy no dia seguinte, juntamente com outras operações de preparação para o assalto na Linha Hindenburg.